# پلنیمیر
پلنیمیر (به بلغاری: Plenimir) یک منطقهٔ مسکونی در بلغارستان است که در شهرستان جنرال توشوو واقع شده‌است.